# Apophyga griseiplaga
Apophyga griseiplaga là một loài bướm đêm trong họ Geometridae.